# Julius Redling
Julius Redling (* 23. August 1947 in Ettlingen) ist ein deutscher Politiker (SPD).

## Leben und Beruf
Nach dem Volksschulabschluss in Langensteinbach besuchte Julius Redling eine höhere Handelsschule in Ettlingen und absolvierte eine Lehre zum Industriekaufmann. Danach war er zunächst als Sachbearbeiter tätig und studierte dann bis 1972 an der Fachhochschule für Wirtschaft Pforzheim sowie bis 1977 Rechtswissenschaften in Freiburg. Danach war er Richter am Landgericht Karlsruhe und beim Arbeitsgericht in Villingen-Schwenningen. Redling ist verheiratet und hat zwei Kinder.

## Politik
Am 7. Januar 1986 rückte Redling für Kurt Kempf in den Landtag von Baden-Württemberg nach, dem er bis 2001 angehörte. Er vertrat stets den Wahlkreis Villingen-Schwenningen über ein Zweitmandat und war innenpolitischer Sprecher der SPD-Landtagsfraktion. Darüber hinaus gehörte Redling ab 1989 dem Kreistag des Schwarzwald-Baar-Kreises und ab 1994 der Verbandsversammlung der Region Schwarzwald-Baar-Heuberg an.

## Veröffentlichungen
- Kriminalität bekämpfen und vorbeugen – Polizei modern ausrüsten. Thesen zur Stärkung der inneren Sicherheit (mit Petra Clauss), SPD-Fraktion Baden-Württemberg, 1999, 2. Aufl. 2000 (Standpunkt; Nr. 18)